# Дешовки
Дешовки — деревня в Козельском районе Калужской области, административный центр сельского поселения «Деревня Дешовки».

## География
Деревня расположена на левом берегу реки Жиздра, на расстоянии примерно 4 км к югу от города Козельск, административного центра района.

## История
В Козельском уезде деревня была центром Дешовской волости.

## Население
| 2002 | 2010  |
| ---- | ----- |
| 1044 | ↘1042 |

## Улицы
| - ул. 1-я Западная, - ул. 2-я Западная, - ул. Калинина, - ул. Крестьянская, - пер. Ленина, | - ул. Ленина, - ул. Механизаторов, - ул. Новая, - ул. Пролетарская, - ул. Садовая, | - ул. Северная, - ул. Советская, - ул. Специалистов, - ул. Южные Островки. |

## Известные уроженцы
- Мокроус, Фёдор Яковлевич (1915—1993) — советский государственный и партийный деятель.